# Milano-Sanremo 1968
La Milano-Sanremo 1968, cinquantanovesima edizione della corsa, fu disputata il 19 marzo 1968, su un percorso di 288 km. Fu vinta dal tedesco Rudi Altig, giunto al traguardo con il tempo di 6h51'58" alla media di 41,945 km/h, precedendo il francese Charles Grosskost e Adriano Durante.

## Ordine d'arrivo (Top 10)
| Pos. | Corridore         | Squadra   | Tempo    |
| ---- | ----------------- | --------- | -------- |
| 1    | Rudi Altig        | Salvarani | 6h51'58" |
| 2    | Charles Grosskost | Bic       | s.t.     |
| 3    | Adriano Durante   | Max Meyer | s.t.     |
| 4    | Edward Sels       | Bic       | s.t.     |
| 5    | Raymond Poulidor  | Mercier   | s.t.     |
| 6    | Rolf Maurer       | G.B.C.    | s.t.     |
| 7    | Roberto Ballini   | Max Meyer | s.t.     |
| 8    | Edy Schutz        | Molteni   | a 11"    |
| 9    | Walter Godefroot  | Flandria  | s.t.     |
| 10   | Rik Van Looy      | Willem II | s.t.     |